# Gestaltwetten
Gestaltwetten hebben betrekking op organisatieprincipes bij de visuele waarneming. Zij vormen een onderdeel van de gestaltpsychologie, die begin 20e eeuw in Duitsland is ontstaan.